# Llenguatge de les aus
El llenguatge dels ocells, un llenguatge místic, perfecte o diví, o un llenguatge mític o màgic usat pels pardals per a comunicar amb l'iniciat, és un concepte conegut en la mitologia, la literatura medieval i l'ocultisme.

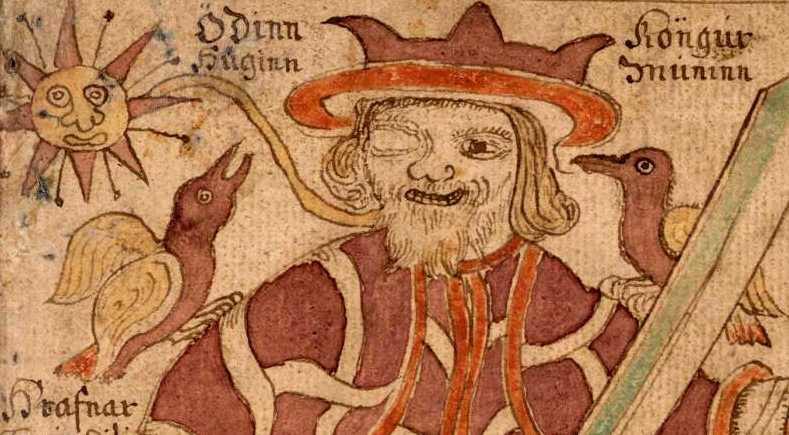
Hugin i Munin posats a les espatles d'Odin en aquesta il·lustració d'un manuscrit islandès del s. XVIII

## Història
Els ocells exercien un paper destacable en la religió indoeuropea: els àugurs els usaven per a la vidència, i segons una hipòtesi de Walter Burkert, aquests costums poden tenir les arrels en el Paleolític quan en l'edat de Gel els primers humans solien cercar carronya observant les aus. A Amèrica del Nord, se sabia que els corbs guiaven els llops (i els caçadors nadius) cap a la presa, amb l'esperança de ser-ne recompensats amb els budells.
En el Renaixement, fou inspiració per a alguns llenguatges a priori màgics, com ara els musicals. Alguns llenguatges xiulats basats en llenguatges articulats usats en algunes cultures de vegades se citen com el llenguatge dels ocells.

### Mitologia

#### Mitologia grega
Segons Apol·loni de Rodes, el mascaró de proa del vaixell de Jàson, l'Argo, estava fet de roure del bosc sagrat de Dodona i podia parlar el llenguatge dels ocells. En la mitologia grega es podia dominar el llenguatge dels ocells amb mitjans màgics. Es diu que Demòcrit, Anaximandre, Apol·loni de Tíana, Tirèsias, Melamp i Isop entenien les aus.

#### Mitologia escandinava

La pedra tallada de Ramsund del s. XI, de Suècia, representa com Sigurd aprén el llenguatge dels ocells, en l'Edda poètica i la Saga Völsunga. 1) Sigurd està assegut nu davant del foc preparant el cor del drac Fafnir per a son pare adoptiu Regin, germà de Fafnir. El cor encara no està llest, i quan Sigurd el toca, es crema i es posa el dit a la boca. Quan prova la sang del drac, comença a entendre el cant dels ocells. 2) Els ocells li diuen que Regin no mantindrà la promesa de reconciliació i intentarà assassinar Sigurd; això fa que Sigurd li talle el cap. 3) Regin jau mort al costat del cap, les eines de ferrer amb què havia tornat a forjar Gram, l'espasa de Sigurd, estan escampades al voltant. 4) El cavall de Regin està carregat amb el tresor del drac. 5) És el succés anterior: Sigurd mata a Fafnir, i 6) mostra Ótr a l'inici de la saga

En la mitologia escandinava, la facultat d'entendre el llenguatge de les aus era signe de saviesa. El déu Odin tenia dos corbs, Hugin i Munin, que volaven pel món i li explicaven el que succeïa entre els mortals.
El llegendari rei suec Dag el Savi podia entendre el que deien els ocells. Tenia un pardal domesticat que volava pertot per portar-li notícies. Una vegada, un granger de Reidgotaland matà l'ocell de Dag, i això desencadenà un terrible càstig per part dels suecs.
Aquest talent també es podia adquirir tastant sang de drac. Segons l'Edda poètica i la Saga Volsunga, Sigurd tastà sense adonar-se'n la sang de drac mentre rostia el cor de Fafnir. Això li donà l'habilitat d'entendre el llenguatge dels ocells, i salvà la seua vida quan les aus enraonaven els plans de Regin per assassinar-lo.
En el poema èddic "Helgakvida Hjörvardssonar", relacionat indirectament amb la tradició de Sigurd, no s'expliquen els motius pels quals un home anomenat Atli tenia aquest talent. El fill de l'amo d'Atli, Helgi, volia casar-se amb la suposada tia de Sigurd, la valquíria Sváva.

#### Mitologia celta
En la mitologia celta, les aus representen el coneixement profètic o vessament de sang (especialment de corbs).
Morrígan adopta la forma d'un ocell per advertir al Toro Marró.

### Folklore
Aquest concepte és conegut en molts contes populars (de Gal·les, Rússia, Alemanya, Estònia, Grècia...), en què se li concedeix al protagonista el do d'entendre el llenguatge de les aus per alguna transformació màgica, o com una benedicció del rei dels ocells. Aquests adverteixen a l'heroi sobre un perill o un tresor amagat.

### Religió
En el sufisme, el llenguatge de les aus és un llenguatge místic dels àngels místic. La conferència dels ocells (Mantiq at-tair) és un poema místic de 4.647 versos del poeta iranià del segle xii Farid ud-Din Attar .
Francesc d'Assís predicava als ocells.
En el Talmud (Louis Ginzberg, Legends of the Bible, 1909), la proverbial saviesa de Salomó es devia a la comprensió que Déu li dona del llenguatge de les aus.

### Alquímia
En la Càbala, la màgia del Renaixement i l'alquímia, el llenguatge dels ocells era considerat com secret, i la clau cap al coneixement perfecte. A vegades se'n deia la langue verte, o llengua verda (Fulcanelli, Heinrich Cornelius Agrippa De occulta philosophia).

### Literatura i cultura
Compareu-ne també la més aviat còmica Les aus d'Aristòfanes i el Parlament de les aus de Chaucer.
En la França medieval, el llenguatge dels ocells (la langue des oiseaux) era una llengua secreta dels trobadors, relacionada amb el Tarot, basada en jocs de paraules i simbolisme extrets de l'homofonia; per exemple, una taverna anomenada Au lion d'or (El lleó d'or) és un suposat "codi" per au lit on dort, és a dir, en el llit on es dorm  (observeu que aquest joc de paraules no pot ser medieval, ja que la t final es pronunciava fins a l'adveniment del francés mitjà; compareu-ne per exemple la paraula prestada bonnet (tipus de barret) del segle xiv).
Velimir Khlébnikov descrivia el llenguatge transmental záum (en rus, за́умь) del futurisme rus com un "llenguatge dels ocells".
El llenguatge dels ocells (Die Sprache der Vögel) és una pel·lícula alemanya del 1991.
Jean Sibelius compongué al 1911 una marxa nupcial titulada El llenguatge dels ocells.
L'autor de llibres per a nens Rafe Martin escrigué El llenguatge dels ocells com a adaptació d'un conte popular rus; el compositor John Kennedy el transformà en una òpera per a nens.
En l'àrab egipci, l'escriptura jeroglífica es denomina "l'alfabet dels ocells". En egipci antic, la forma jeroglífica de l'escriptura es deia medu-netjer ('paraules dels déus' o 'llenguatge diví').